# The Tokyo Showdown
The Tokyo Showdown prvi je koncertni album švedske melodične death metal grupe In Flames. Snimljen je na njihovoj turneji u Japanu 2000., na koncertu u Tokiju.

## Lista pjesama
1. "Bullet Ride" – 4:41
2. "Embody the Invisible" – 3:42
3. "Jotun" – 3:33
4. "Food for the Gods" – 4:24
5. "Moonshield" – 4:25
6. "Clayman" – 3:36
7. "Swim" – 3:21
8. "Behind Space" – 3:52
9. "Only for the Weak" – 4:31
10. "Gyroscope" – 3:25
11. "Scorn" – 3:50
12. "Ordinary Story" – 4:15
13. "Pinball Map" – 4:33
14. "Colony" – 4:47
15. "Episode 666" – 3:37

## Glazbenici
- Anders Fridén - vokali
- Jesper Strömblad - gitara
- Björn Gelotte - gitara
- Peter Iwers - bas-gitara
- Daniel Svensson - bubnjevi

## Zanimljivosti
Pjesma "Scorn" s ovog albuma sadrži dio Slayerove pjesme "Raining Blood" na 2:07.

## Vanjske poveznice
- The Tokyo Showdown - detalji o albumu  Arhivirana inačica izvorne stranice od 24. studenoga 2006. (Wayback Machine)
- The Tokyo Showdown - informacije  Arhivirana inačica izvorne stranice od 10. prosinca 2006. (Wayback Machine)